# 1966 au Canada
Pour un article plus général, voir Chronologie du Canada.
Cet article traite des événements qui se sont produits durant l'année 1966 au Canada.

## Événements

### Politique
- mars : affaire politico-sexuelle Gerda Munsinger (en)[1]
- 12 mai : adoption du Drapeau du Manitoba
- 5 juin : élection générale québécoise. L'Union nationale avec Daniel Johnson forme un gouvernement majoritaire.
- 8 septembre : élection générale terre-neuvienne. Joey Smallwood est réélu premier ministre.
- 19 décembre : Le Canada adhère à la Banque asiatique de développement

- Dépôt du rapport de la Commission Carrothers, commission du gouvernement fédérale sur la gouvernance des Territoires du Nord-Ouest.

### Justice
- Vincent Cotroni est identifié comme étant le parrain de la mafia montréalaise.

### Sport

#### Hockey
- Fin de la Saison 1965-1966 de la LNH suivi des Séries éliminatoires de la Coupe Stanley 1966.  Les Canadiens de Montréal remportent la Coupe Stanley contre les Red Wings de Détroit.
- Les Oil Kings d'Edmonton remportent la Coupe Memorial 1966.
- Repêchage amateur de la LNH 1966.
- Début de la Saison 1966-1967 de la LNH.

#### Football
- Les Roughriders de la Saskatchewan remportent la 54e finale de la Coupe Grey contre les Rough Riders d'Ottawa 29-14.
- L'Université Saint-Francis-Xavier remportent la Coupe Vanier contre l'Université Wilfrid-Laurier.

#### Cyclisme
- Six Jours de Québec

### Économie
- 31 mars : la Brasserie Dow cesse de produire de la bière après quelques décès dus à la myocardose. Les liens entre la consommation de bière et ces décès ne furent jamais prouvés.
- 14 octobre : inauguration du Métro de Montréal.
- 1er novembre : Air Canada inaugure sa liaison Montréal-Moscou
- Fondation de Manac Inc par Marcel Dutil.
- Fondation de La Senza (sous le nom Suzy Shier) à Sherbrooke.

### Science
- 1er avril : inauguration du Planétarium Dow.
- Le mathématicien Norman Johnson établit une liste de polyèdres nommée Solide de Johnson.

### Culture

#### Chanson
- Formation du groupe Buffalo Springfield.
- Claude Dubois interprète J'ai souvenir encore.
- Christine Chartrand interprète Mon arbre.

#### Livre
- L'Avalée des avalés, livre de Réjean Ducharme.

#### Télévision
- Série de science-fiction Robin Fusée.
- Téléroman Rue des Pignons.
- William Shatner interprète le rôle du capitaine James Tiberius Kirk dans la série Patrouille du cosmos.

### Religion
- Création de l'Assemblée des évêques catholiques du Québec.

## Naissances
- 27 février : Donal Logue, acteur.
- 25 mars :  Jeff Healey, chanteur-compositeur et guitariste de jazz, de blues et de rock.
- 10 avril : Rick Dykstra, homme politique fédéral.
- 24 avril : David Usher, chanteur.
- 2 mai : Belinda Stronach, femme politique.
- 23 mai : Gary Roberts, joueur de hockey sur glace.
- 11 juin : Mario Silva, homme politique.
- 18 juin : Kurt Browning, patineur.
- 30 juin : Peter Outerbridge, acteur.
- 25 juillet : Lynda Lemay, chanteuse canadienne.
- 27 juillet : Al Charron, ancien joueur de rugby à XV canadien.
- 10 septembre : Joe Nieuwendyk, joueur de hockey sur glace.
- 27 septembre : Gerry Byrne, homme politique.
- 25 octobre : Gerry Byrne, joueur de hockey sur glace.
- 1er décembre : Larry Walker, joueur de baseball.
- 21 décembre : Kiefer Sutherland, acteur.

## Décès
- 29 janvier : Pierre Mercure, compositeur canadien.
- 11 mars : Paul-Émile Rochon, médecin.
- 11 juillet : Andrew McNaughton, général.
- 18 octobre : Elizabeth Arden, esthéticienne d'origine canadienne.